# Никонов, Александр Иванович
Александр Иванович Никонов (29 марта 1947, Курган — 28 июля 2022, Курган) — советский и российский конструктор техники оборонного назначения, генеральный директор и главный конструктор ОАО «Специальное конструкторское бюро машиностроения» (1992—2009), главный конструктор Курганского машиностроительного завода им. В.И. Ленина (1989—1992), главный конструктор БМП-3 (1983—1987).

## Биография
Александр Иванович Никонов родился 29 марта 1947 года в городе Кургане Курганской области.
В 1970 году окончил Курганский машиностроительный институт по специальности инженер-механик, выпускник кафедры «Автомобили».
С 1970 года работал на Курганском машиностроительном заводе, с 1971 года — в его Специальном конструкторском бюро в должностях от инженера до главного конструктора (с 1989 года). После выделения СКБ в самостоятельную организацию — генеральный директор и главный конструктор ОАО «Специальное конструкторское бюро машиностроения» (11 ноября 1992—2009).
Участвовал в разработке боевых машин пехоты БМП-2 и БМП-3, командирской БМП-3К, флотской БМП-3Ф, бронированной ремонтно-эвакуационной машины БРЭМ-Л, шасси на базе узлов БМП-3 для создания специализированных боевых машин, в модернизации транспортёра-тягача МТ-ЛБ и машины БМД-4.
Под его руководством разработаны и поставлены на производство Курганмашзавода образцы гражданской продукции — безчекерный трелевщик МЛ-107 и снегоболотоход ТМ-120.
Действительный член Академии проблем качества. Соавтор 18 патентов на изобретения
Александр Иванович Никонов умер 28 июля 2022 года. Прощание было 30 июля в траурном зале № 1, пр. Машиностроителей, 34. Похоронен на кладбище села Кетово Кетовского муниципального округа Курганской области.

## Награды
- Почётная грамота Министерства оборонной промышленности СССР.